# Пономарёв, Владимир Сергеевич
Влади́мир Серге́евич Пономарёв (род. 22 апреля 1987, Омск, СССР) — российский футболист, защитник. Мастер спорта России.

## Карьера
2 июля 2006 года дебютировал за «Ростов» в матче Кубка России против «Химок» (2:0). В 2007 году играл в «Содовике». По окончании сезона покинул команду и перешёл в «Краснодар». В 2009 году защищал цвета брянского «Динамо». С 2010 года являлся игроком клуба «Волгарь-Газпром». В 2012 году подписал контракт с «Мордовией», с которой вышел в Премьер-лигу. Единственный матч в элитном дивизионе провёл 27 июля 2012 года против «Кубани» (0:1). Позже был арендован московским «Торпедо». 12 декабря 2013 года пополнил ряды клуба «Луч-Энергия». В июне 2014 года перешёл в «Тосно». Зимой 2015 года стал игроком «Тюмени». В 2016 году защищал цвета «Соляриса» и «Балтики». 2017 год провёл в «Олимпице» и брянском «Динамо». В 2018 году подписал контракт с грузинским клубом «Колхети-1913». В элитном дивизионе дебютировал 3 марта в матче против «Шукуры» (1:6). В 2019 году завершил карьеру в «Иртыше».

## Достижения
- Победитель первенства ФНЛ: 2011/12
- Победитель Второго дивизиона (2): 2016/17 (зона «Урал-Поволжье»), 2018/19 (зона «Восток»)
- Серебряный призёр зоны «Центр» Второго дивизиона: 2009
- Бронзовый призёр Второго дивизиона (2): 2008 (зона «Юг») 2015/16 (зона «Запад»)
- Обладатель Кубка ФНЛ: 2014